# ダブリンバス
ダブリンバス（愛: Bus Átha Cliath、英: Dublin Bus）は、ダブリン県、キルデア県およびウィックロー県で路線バスを運行する、アイルランド交通グループの会社である。本社はダブリン1区オコンネル・アッパー通りに存在する。

## 沿革
1987年2月2日にアイルランド交通グループがダブリンバス、バス・エールン、アイルランド国鉄の3つの子会社に分割された。
2010年4月にダブリンバスは効率化を図るため、市内の多くの路線を簡素化することを発表した。しかし、この施策の一環として、150人の雇用が失われることも発表された。
2010年代には、一部の停留場で、バスが到着するまでの時間を直接表示する「リアルタイム乗客情報」を導入した。
2016年の旅客数は1億2500万人で、2005年と比較すると14％減となっている（同33.6％増のルアス初年度）。
2018年9月から2019年3月までの間に、ダブリンバスの24路線と125台のバスは、国家運輸局によりゴーアヘッド・アイルランドに段階的に引き継がれた。これによりダブリンバスに新しい車両が導入され、ゴーアヘッドが各路線を引き継ぐのと同日に新しい路線が運行を開始した。

## 路線

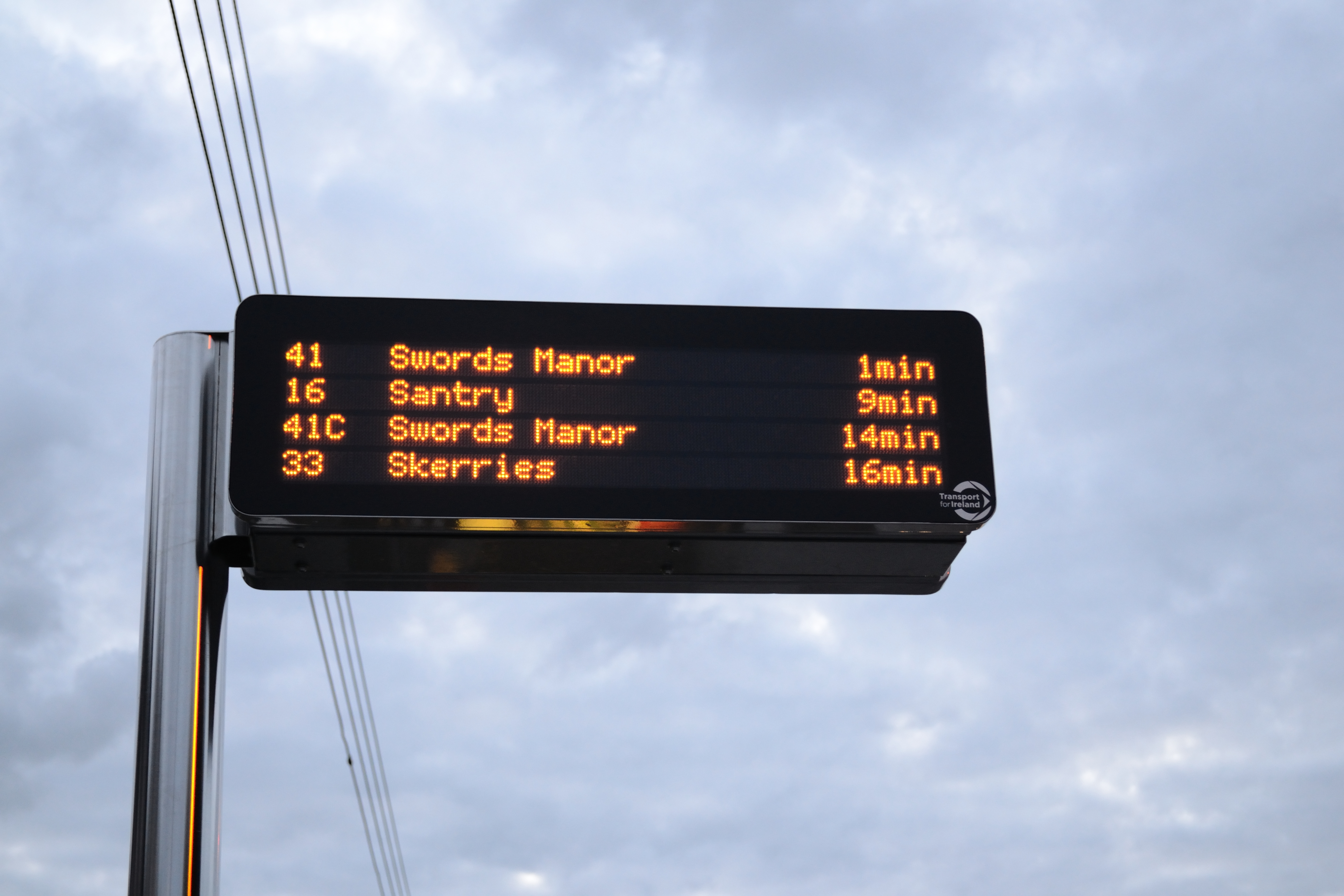
リアルタイム時刻表

ダブリンバスは、ダブリン市内とグレーター・ダブリン・エリアにおいて、110の放射状路線、都市横断路線、周辺路線、18の夜行路線を運行している。毎日約325,000人が利用している。主な放射状路線は、ダブリンのバス高速輸送システムを利用して市内へ運行している。エクスプレスバス（Xpresso、エクスプレソ）は、同様の路線で主要停留場のみ停車し、最低料金が高くなっている。月曜から金曜のピーク時に運行しており、祝日は運行していない。
ダブリンバスは、2009年1月まで月曜から土曜の間に18路線の夜間バス（Nitelink、ナイトリンク）を運行している。アイルランドの景気悪化に伴う人員削減のため、週半ばのダイヤは廃止された。 ナイトリンク路線には特別運賃が適用される。
ダブリンバスでは、聖ケビン教会や聖オードアン教会などの心霊スポットを巡るゴースト・バス・ツアーも実施している。夕方の時間帯に運行され、2つの停留場で降車し、幽霊が出たと言われている場所を訪れる。

また、ダブリン市とダブリン空港を結ぶエアリンク（Airlink）も運行している。

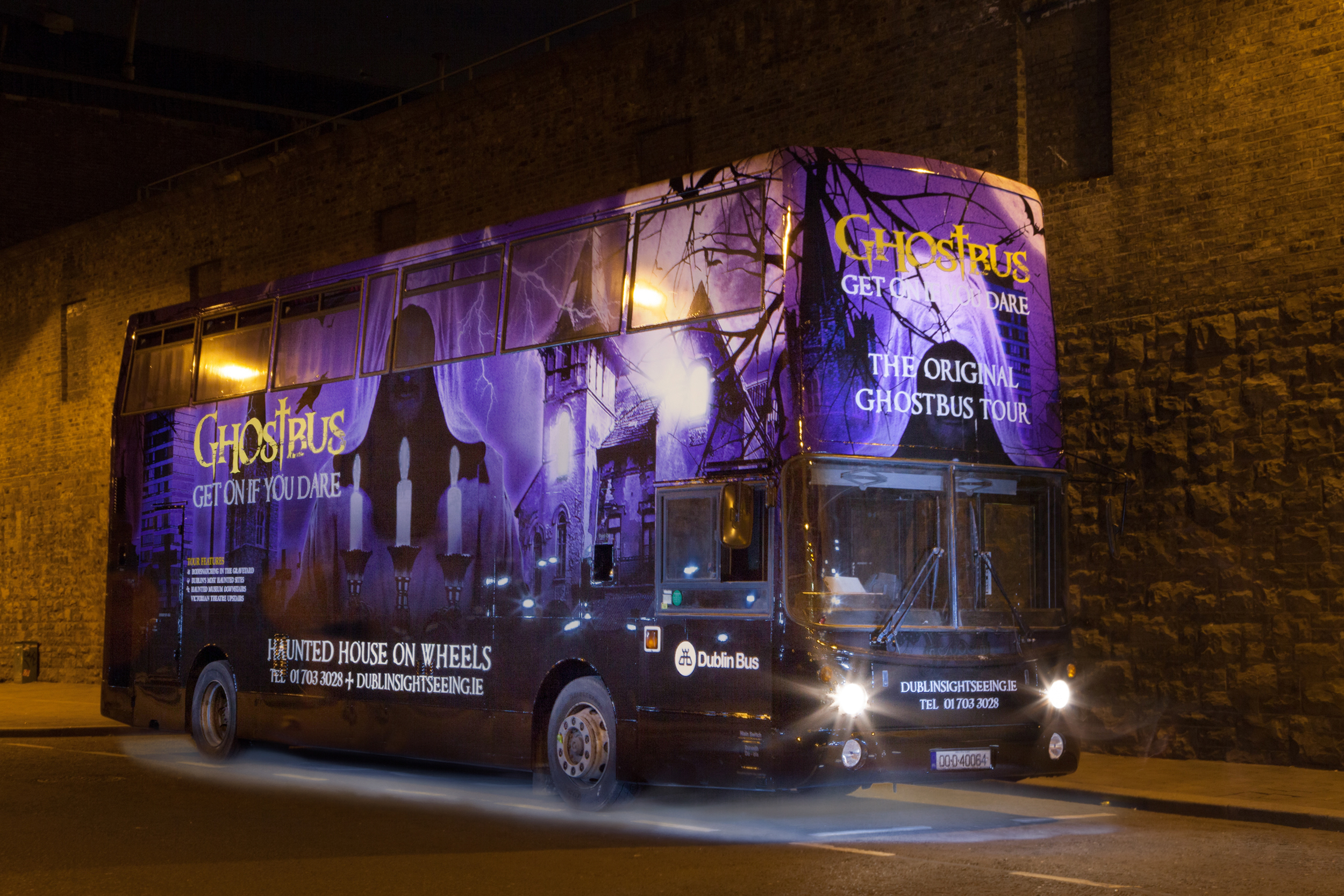
ゴースト・バス・ツアー
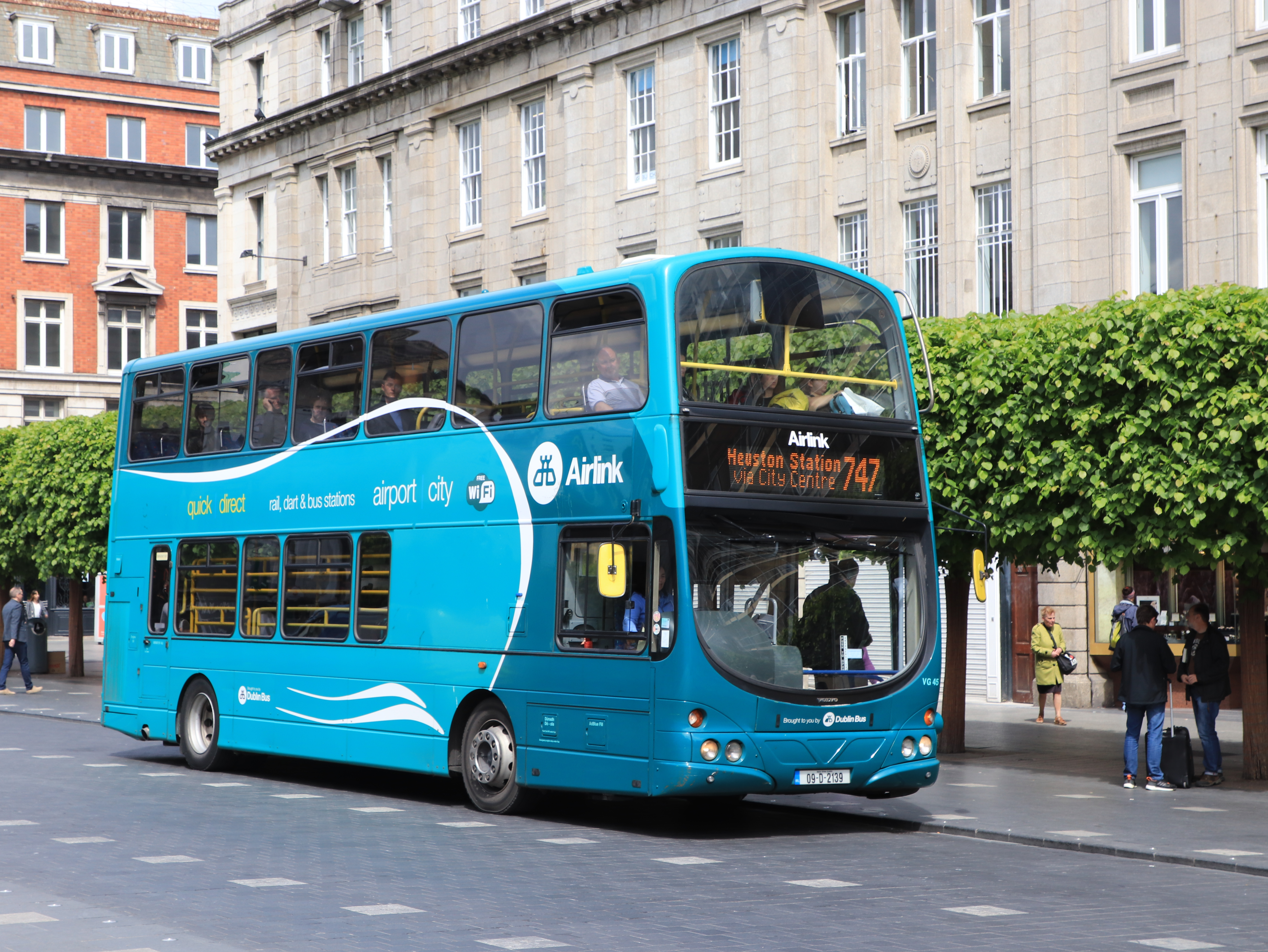
エアリンク
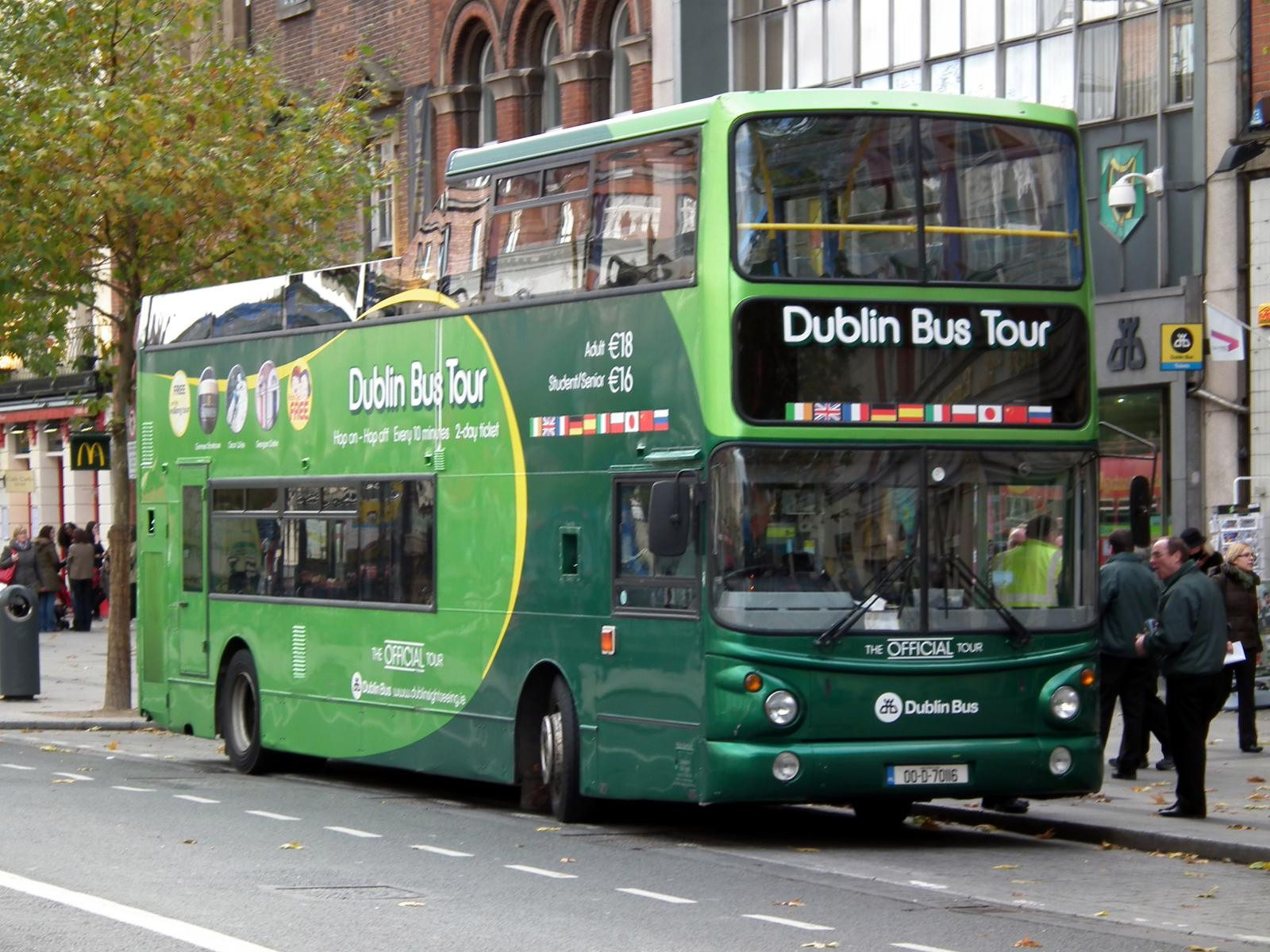
ダブリン・バス・ツアー

## 車両
| 写真 | 台数 | 製造業者               | 種類                                                               | コード | 旅客数  | 全長         | 運行開始年      |
| ---- | ---- | ---------------------- | ------------------------------------------------------------------ | ------ | ------- | ------------ | --------------- |
|      | 11   | ボルボ                 | ボルボ・B9TLT、アレクサンダー・デニス・E500（車体）                | VT     | 119–124 | 12 m         | 2005年 – 2007年 |
|      | 22   | ボルボ                 | ボルボ・B7TL （Mk. II）、アレクサンダー・ALX400（車体）            | AX     | 91      | 9.9 m        | 2006年          |
|      | 97   | ボルボ                 | ボルボ・B9TL、アレクサンダー・デニス・E400（車体）                 | EV     | 94      | 10.2 m       | 2007年 – 2009年 |
|      | 49   | ボルボ                 | ボルボ・B9TL、ライト・エクリプス・ジェミニ（車体）                 | VG     | 88      | 10.4 m       | 2008年 – 2009年 |
|      | 148  | ボルボ                 | ボルボ・B9TL、ライト・エクリプス・ジェミニ（車体）                 | GT     | 78–81   | 10.4 m       | 2012年 – 2013年 |
|      | 621  | ボルボ                 | ボルボ・B5TL、ライト・エクリプス・ジェミニ（車体）                 | SG     | 95      | 10.5 m       | 2014年 – 2019年 |
|      | 2    | ライトバス             | ライト・ストリートライト                                           | WS     | 37      | 10.2 m       | 2017年          |
|      | 3    | ライトバス             | ライト・ストリートデック（ハイブリッド）                           | WH     |         |              | 2019年          |
|      | 3    | ボルボ                 | ボルボ・B5TL、ライト・エクリプス・ジェミニ（車体）（ハイブリッド） | VH     |         |              | 2019年          |
|      | 3    | アレクサンダー・デニス | エンバイロ400H MMC（ハイブリッド）                                 | AH     |         |              | 2020年          |
|      | 274  | アレクサンダー・デニス | エンバイロ400ER（ハイブリッド）                                    | PA     | 60      | 10.3 m・11 m | 2021年          |
|      | 1157 |                        |                                                                    |        |         |              |                 |

## 今後の予定
2018年7月、国家交通局はダブリンで運行されているバスの大規模な改革提案を明らかにした。提案された変更点には、路線の番号変更や主要な目抜き通りに沿った路線の集中化、運行頻度の増加、他の公共交通機関への無料乗り換えを可能にする統合発券を含む運賃の簡素化、新たな軌道路線の運行などが含まれている。